# بنولت
بنولت (به هلندی: Bentveld) یک منطقهٔ مسکونی در هلند است که در بلومن‌دال واقع شده‌است. بنولت ۱٫۰۶ کیلومتر مربع مساحت و ۹۴۰ نفر جمعیت دارد.